# Ulica Estery w Krakowie
Ulica Estery – ulica w Krakowie, w dzielnicy I Stare Miasto, na Kazimierzu. Łączy ulicę Miodową z ulicą Józefa. 
Jej powstanie związane było z lokacyjnym rozplanowaniem miasta w roku 1335. Obecny bieg ulicy został wytyczony w latach 70. XIX wieku. Właśnie z tego okresu pochodzi najstarsza zachowana zabudowa. Nazwę ulicy nadano około roku 1866 i odnosi się ona do biblijnej Estery, lecz tradycja wiąże ją z Esterką – ukochaną króla Kazimierza Wielkiego.

## Zabudowa[1]
- ul. Estery 3 – kamienica, proj. Leopold Tlachna, 1909.
- ul. Estery 4 – kamienica, 1882.
- ul. Estery 5–7 (pl. Nowy) – kamienica, proj. Leopold Tlachna, 1909.
- ul. Estery 6 (ul. Warszauera) – kamienica, proj. Leopold Tlachna, 1909.

- ul. Estery 10 – kamienica, proj. Józef Hercok, 1896.

- ul. Estery 12 – kamienica, proj. Jacek Matusiński, 1871.

- ul. Estery 14 – kamienica, 1882.

- ul. Estery 16 – kamienica, 1882.

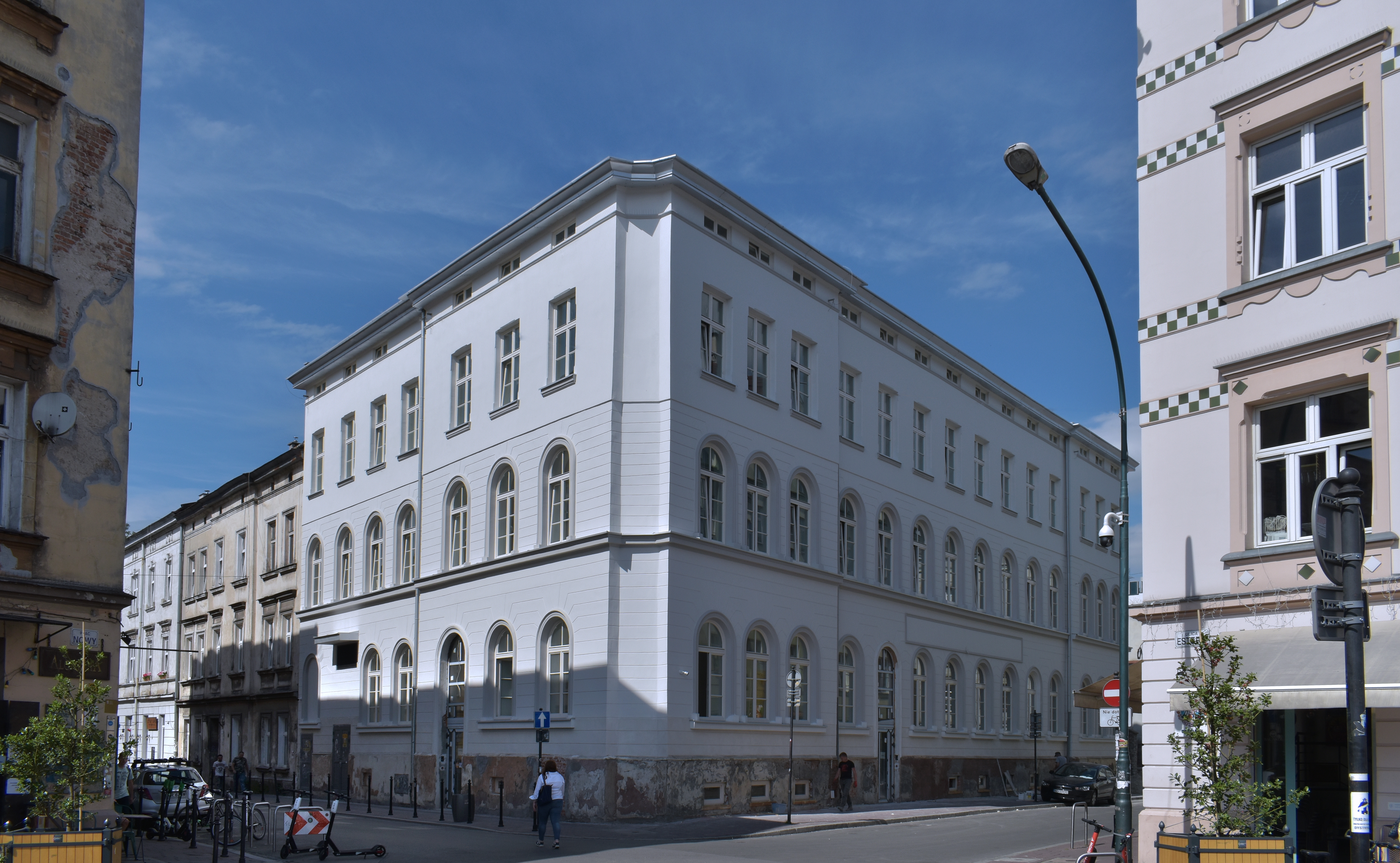
ul. Estery 6 W kamienicy znajdowała się synagoga Talmud Tora, obecnie hotel „Estera”
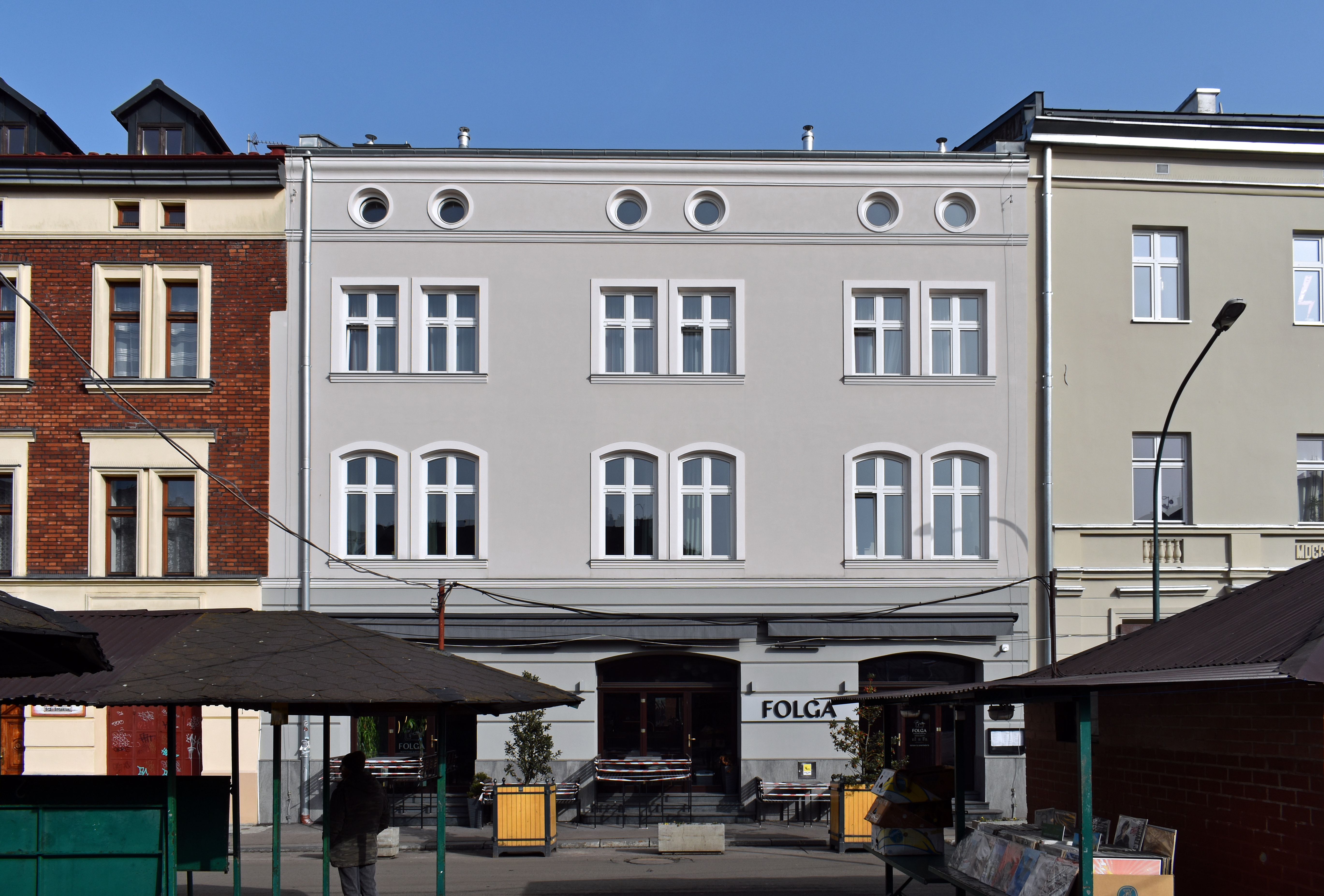
ul. Estery 12 W kamienicy znajdowała się synagoga chasydów z Bobowej
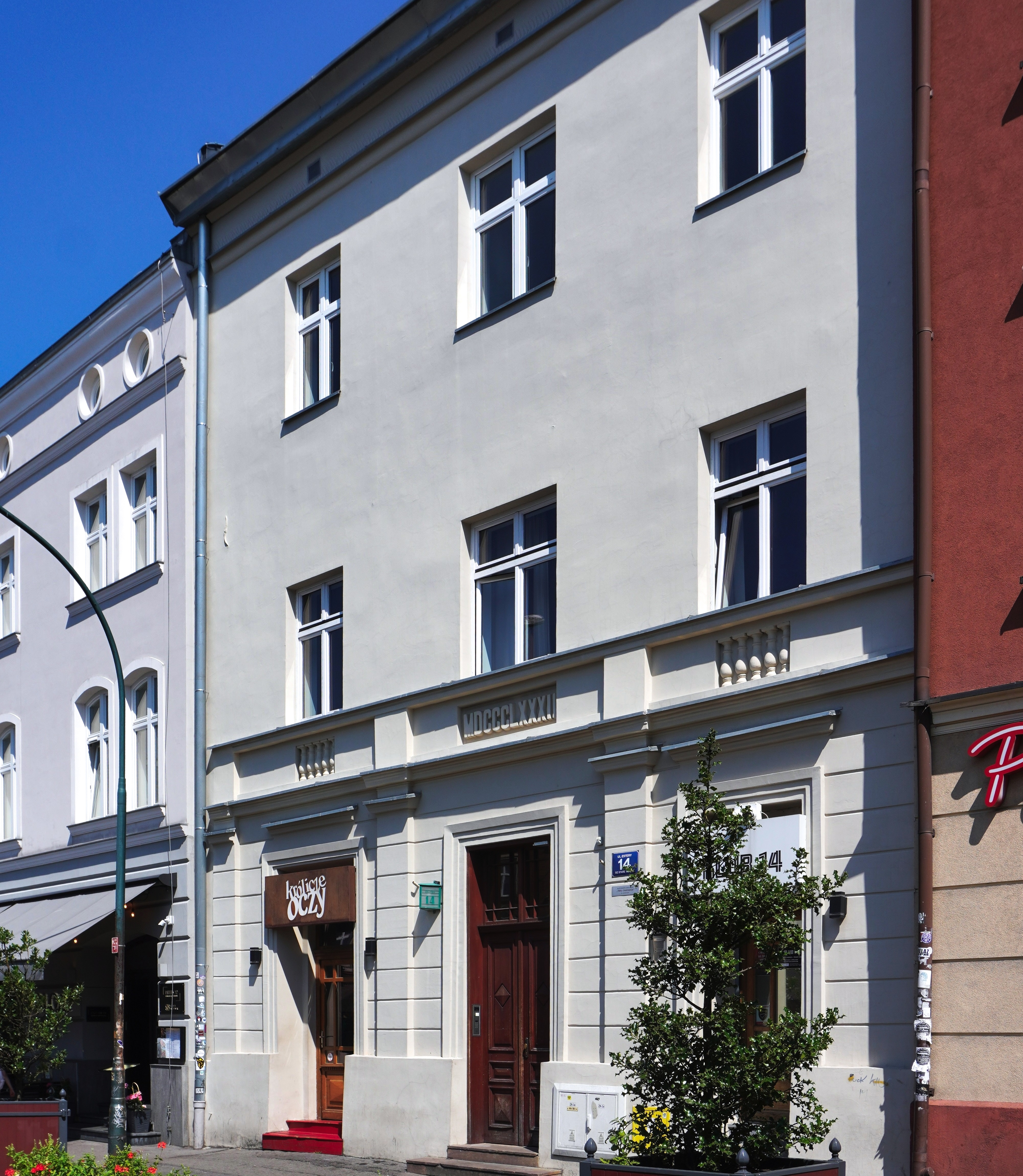
ul. Estery 14 Kamienica (1882)